# Donskoj (město)
Donskoj (rusky Донско́й) je město v Tulské oblasti v  Ruské federaci. Při sčítání lidu v roce 2010 měl bezmála pětašedesát tisíc obyvatel. 

## Poloha a doprava
Od Tuly, správního střediska oblasti, je Donskoj vzdálen přibližně pětašedesát kilometrů jihovýchodně.
Přes Donskoj prochází železniční trať ze Syzraně do Vjazmy.

## Dějiny
První zmínka je z roku 1572. V té době se zdejší oblast nazývala Bobriki podle říčky, jejíž jméno pochází od bobrů. V letech 1773–1776 zde Kateřina II. Veliká nechala postavit sídlo pro svého nemanželského syna, od čehož se odvozuje rod Bobrinských.
V roce 1881 byla v okolí města nalezena ložiska hnědého uhlí. Nově vzniklá hornická osada byla pojmenována Donskoj podle nedaleké řeky Donu. Městem je od roku 1939.

### Rodáci
- Julija Snigirová (* 1983), herečka